# Maximiliano Hernández Martínez
Maximiliano Hernández Martínez (San Matías, 21 ottobre 1882 – Danlí, 15 maggio 1966) è stato un generale e politico salvadoregno, presidente e dittatore di El Salvador dal 1931 al 1944.

## Biografia

### Origini e formazione
Nato il 21 ottobre 1882 a San Matías nel dipartimento di La Libertad (El Salvador), studiò all'Istituto Nazionale di El Salvador e quindi presso la Scuola Politecnica del Guatemala, raggiungendo il grado di sottotenente.
Rientrato in patria durante la presidenza di Tomás Regalado (1898-1903), frequentò per due anni la facoltà di giurisprudenza all'Università di El Salvador, senza terminare gli studi.
Nominato tenente nel 1903, proseguì la carriera militare fino a raggiungere il grado di generale di brigata nel 1919. Nel 1921 fu nominato ministro della Guerra e della Marina, sotto la presidenza di Jorge Meléndez.

### Il colpo di Stato del 1931 e la repressione del 1932
Nel 1931 Martínez fu nominato vicepresidente e ministro della Guerra dal presidente riformista Arturo Araujo, che aveva vinto le prime elezioni regolari tenute nel Salvador dal 1913. Nel dicembre dello stesso anno, un gruppo di militari appoggiati dall'oligarchia del caffè (il cosiddetto Direttorio Civico) e ostili ad Araujo organizzò un colpo di Stato, rovesciando il presidente e consegnando il potere a Martínez.
Nel gennaio del 1932 si verificò nel Salvador occidentale una vasta insurrezione contadina, che il governo di Martínez, dichiarato lo stato d'assedio, represse con brutalità causando tra 10.000 e 40.000 morti. La repressione, oltre ai contadini ribelli, colpì i vertici del Partito Comunista Salvadoregno, arrestati alla vigilia della rivolta e fucilati il mese seguente.
All'indomani della repressione, Martínez impose una rigida censura sui mezzi di informazione, presentando pubblicamente l'insurrezione contadina come organizzata dall'Unione Sovietica.

### La dittatura
Martínez mantenne il potere fino al 1944. Nel 1935, anno in cui erano previste nuove elezioni, si fece rieleggere in una consultazione farsesca in assenza di altri candidati. Alla scadenza del suo secondo mandato presidenziale, nel 1939, succedette nuovamente a se stesso.
La dittatura di Martínez si caratterizzò per la repressione violenta del dissenso politico e per una politica sfacciatamente favorevole ai latifondisti. Il dittatore cercò di fare fronte alla diminuzione dei profitti dei piantatori di caffè condonando i loro debiti e creando il Banco Ipotecario, un ente statale finalizzato alla concessione di prestiti ai proprietari terrieri.
Nel corso degli anni '30, Martínez si avvicinò a livello internazionale alle dittature fasciste europee, ispirandosi al modello di Hitler e Mussolini e costituendo anche un proprio partito unico, Pro Patria. Nel 1938 Martínez nominò direttore della Scuola Militare il generale della Wehrmacht Eberhardt Bohnstedt e il governo del Salvador fu tra i pochi al mondo a riconoscere lo stato fantoccio del Manchukuo. Martínez stabilì inoltre relazioni diplomatiche con il dittatore spagnolo Francisco Franco.
L'inizio della seconda guerra mondiale favorì inizialmente l'economia salvadoregna, determinando una ripresa delle esportazioni, specialmente verso gli Stati Uniti. Con l'ingresso di questi ultimi nel conflitto, Martínez dovette abbandonare le sue simpatie fasciste e rafforzò il legame con gli Stati Uniti, rimuovendo dagli incarichi amministrativi i funzionari di origine italiana e tedesca ed espropriando i residenti cittadini di Potenze dell'Asse.

### La caduta e la morte
Durante la guerra, Martínez attuò anche qualche timido tentativo di riforma, promuovendo una limitata redistribuzione delle terre. Questo atto, e soprattutto la sua decisione di elevare la tassazione sulle esportazioni nel 1943 allo scopo di aumentare le entrate statali, gli pregiudicarono l'appoggio dell'oligarchia del caffè, che pur avendo beneficiato largamente del suo regime aveva tollerato con fastidio le sue origini sociali umili, le sue bizzarrie personali (appassionato di occultismo e magia, in un'occasione fece appendere luci colorate in tutta San Salvador per scongiurare un'epidemia di vaiolo) e i suoi atteggiamenti ripresi dai dittatori fascisti.
Quando nel 1944 Martínez decretò un nuovo prolungamento del proprio mandato presidenziale, le varie componenti dell'opposizione passarono all'offensiva. Un tentativo di colpo di Stato contro di lui fu sventato in aprile, ma fu seguito da un grande sciopero generale di protesta (la huelga de brazos caídos) che coinvolse tutto il paese.
Costretto a dimettersi nel maggio 1944, Martínez andò in esilio in Guatemala e quindi negli Stati Uniti, per stabilirsi infine in Honduras.
Morì il 15 maggio 1966 assassinato dal suo autista Cipriano Morales, che gli inferse diciassette pugnalate.